# 陳應春 (嘉靖進士)
陳應春（1535年—？），字有暉，福建福州府長樂縣人，民籍，明朝政治人物。

## 生平
嘉靖四十年（1561年）辛酉科福建鄉試第六十五名舉人。嘉靖四十一年（1562年）聯捷壬戌科會試第一百二十名，三甲第一百零七名進士。歷官户部廣西司員外郎，隆慶四年（1570年）六月升雲南按察司僉事，六年十一月調廣東，整飭南韶兵備兼管分巡，萬曆二年（1574年）二月升廣西右參議，以剿平黎贼功，五年閏八月升本省副使，七年三月以剿撫效勞，升一級，加右參政，照原敕管事。九年十月升廣西按察使，十一年正月升廣東右布政使。

## 家族
曾祖陳德基；祖父陳銓；父陳夢達，母卓氏；繼母劉氏。具庆下。